# Sankt Veit am Vogau
Sankt Veit am Vogau is een gemeente in de Oostenrijkse deelstaat Stiermarken, en maakt deel uit van het district Leibnitz.
Sankt Veit am Vogau telt 1844 inwoners.
Allerheiligen bei Wildon ·
Arnfels ·
Ehrenhausen an der Weinstraße ·
Empersdorf ·
Gabersdorf ·
Gamlitz ·
Gleinstätten ·
Gralla ·
Großklein ·
Heiligenkreuz am Waasen ·
Heimschuh ·
Hengsberg ·
Kitzeck im Sausal ·
Lang ·
Lebring-Sankt Margarethen ·
Leibnitz ·
Leutschach an der Weinstraße ·
Oberhaag ·
Ragnitz ·
Sankt Andrä-Höch ·
Sankt Georgen an der Stiefing ·
Sankt Johann im Saggautal ·
Sankt Nikolai im Sausal ·
Sankt Veit in der Südsteiermark ·
Schwarzautal ·
Straß in Steiermark ·
Tillmitsch ·
Wagna ·
Wildon
- Gemeinsame Normdatei: 4051630-1
- Library of Congress Control Number: no2012002083
- MusicBrainz: acdd760c-ee0a-419d-8b65-5c60b3daa319
- Virtual International Authority File: 128775510